# Harriet E. MacGibbon
Harriet E. MacGibbon (5 de octubre de 1905 - 8 de febrero de 1987) fue una actriz estadounidense de cine y televisión. 
MacGibbon se casó dos veces, una con William R. Kane, y tuvieron un hijo llamado William MacGibbon Kane. La pareja se divorció. Luego se casó con Charles Corwin White, Jr. en 1942, permaneciendo unidos hasta la muerte de él el 25 de diciembre de 1967. 
MacGibbon murió el 8 de febrero de 1987 a la edad de 81 años y su cuerpo fue incinerado. Sus cenizas se encuentran en el Forest Lawn – Hollywood Hills Cemetery, Los Ángeles, California.

## Filmografía
- Golden Windows (1954) ... Mrs. Brandon
- Hazel (1961) ... Mother Baxter
- Cry for Happy (1961) ... Mrs. Bennett
- A Majority of One (1962) ... Mrs. Putnam
- Four Horsemen of the Apocalypse (1962) ... Dona Luisa Desnoyers
- Son of Flubber (1963) ... Mrs. Edna Daggett
- Fluffy (1965) ... Mrs. Claridge
- The Smothers Brothers Show (1965) ... Mrs. Costello
- The Beverly Hillbillies (1962–1969) ... Mrs. Margaret Drysdale
- Wacky Zoo of Morgan City (1970) ... Mrs. Westerfield
- The Judge and Jake Wyler (1972)
- The Best Place to Be (1979)